# Duttaphrynus noellerti
Duttaphrynus noellerti – gatunek płaza bezogonowego z rodziny ropuchowatych (Bufonidae).

## Występowanie
Jest to gatunek endemiczny Sri Lanki, występujący jedynie w kilku osobnych obszarach w południowo-zachodniej części wyspy Cejlon.
Bytuje na wysokościach od 50 do 500 m nad poziomem morza. Prowadzi lądowy tryb życia w tropikalnym nizinnym lesie. Zamieszkuje też plantacje gumy i herbaty oraz przydomowe ogródki.

## Status
Jest to gatunek krytycznie zagrożony. Osobniki należące do tego gatunku spotyka się bardzo rzadko. Populacja gwałtownie spada na skutek utraty środowiska życia. Niebezpieczeństwa dla gatunku niesie wylesianie i zatrucia środowiska powodowane przez rolnictwo.